# Kanton Aubenton
Der Kanton Aubenton war von 1790 bis 2015 ein französischer Wahlkreis im Arrondissement Vervins, im Département Aisne und in der Region Picardie; sein Hauptort war Aubenton. Die landesweiten Änderungen in der Zusammensetzung der Kantone brachten zum März 2015 seine Auflösung.
Der Kanton Aubenton war 156,86 km² groß und hatte 3299 Einwohner (Stand: 2012).

## Gemeinden
| Gemeinde           | Einwohner Jahr | Fläche km² | Bevölkerungsdichte | Code INSEE | Postleitzahl |
| ------------------ | -------------- | ---------- | ------------------ | ---------- | ------------ |
| Any-Martin-Rieux   | 464 (2013)     | 17,73      | 26 Einw./km²       | 02020      | 02500        |
| Aubenton           | 664 (2013)     | 23,7       | 28 Einw./km²       | 02031      | 02500        |
| Beaumé             | 99 (2013)      | 9,18       | 11 Einw./km²       | 02055      | 02500        |
| Besmont            | 161 (2013)     | 15,86      | 10 Einw./km²       | 02079      | 02500        |
| Coingt             | 72 (2013)      | 7,31       | 10 Einw./km²       | 02204      | 02360        |
| Iviers             | 218 (2013)     | 7,45       | 29 Einw./km²       | 02388      | 02360        |
| Jeantes            | 224 (2013)     | 15,61      | 14 Einw./km²       | 02391      | 02140        |
| Landouzy-la-Ville  | 582 (2013)     | 15,76      | 37 Einw./km²       | 02405      | 02140        |
| Leuze              | 168 (2013)     | 10,19      | 16 Einw./km²       | 02425      | 02500        |
| Logny-lès-Aubenton | 78 (2013)      | 8,15       | 10 Einw./km²       | 02435      | 02500        |
| Martigny           | 435 (2013)     | 16,96      | 26 Einw./km²       | 02470      | 02500        |
| Mont-Saint-Jean    | 77 (2013)      | 3,95       | 19 Einw./km²       | 02522      | 02360        |
| Saint-Clément      | 54 (2013)      | 5,01       | 11 Einw./km²       | 02674      | 02360        |

## Einwohner
| Bevölkerungsentwicklung | Bevölkerungsentwicklung |
| Jahr                    | Einwohner               |
| ----------------------- | ----------------------- |
| 1962                    | 4081                    |
| 1968                    | 4448                    |
| 1975                    | 3916                    |
| 1982                    | 3666                    |
| 1990                    | 3608                    |
| 1999                    | 3309                    |
| 2006                    | 3250                    |
| 2011                    | 3298                    |

## Politik
| Vertreter im conseil général des Départements | Vertreter im conseil général des Départements | Vertreter im conseil général des Départements |
| Amtszeit                                      | Name                                          | Partei                                        |
| --------------------------------------------- | --------------------------------------------- | --------------------------------------------- |
| 2001–2013                                     | Bernard Noé                                   | DVD, dann UMP                                 |
| 2013–2015                                     | Yannick Noé                                   | UMP                                           |